# António Lobo Barbosa Teixeira Ferreira Girão
António Lobo Barbosa Teixeira Ferreira Girão ou António Lobo Barbosa Ferreira Teixeira Girão ComNSC (Sabrosa, Vilarinho de São Romão, 5 de Novembro de 1785 — Lisboa, 17 de Março de 1863), 1.º Visconde de Vilarinho de São Romão, foi um político, empresário agrícola, escritor e académico português.

## Família
Filho de António José Girão Teixeira Lobo Barbosa (Vila Real, 14 de Março de 1746 - 16 de Janeiro de 1812), 7.º Senhor do Morgado de Vilarinho de São Romão, etc., em que sucedeu a sua mãe, Cavaleiro da Ordem de Cristo, Fidalgo da Casa Real, e de sua mulher Teresa Luísa de Jesus de Sousa Maciel (1752 - 7 de Março de 1802), Senhora do Morgado de Miranques, em Monção, filha natural legitimada por pai e mãe a 12 de Agosto de 1782 de Luís António de Sousa Botelho Mourão e Vasconcelos, 4.° Senhor do Morgado de Mateus, em Vila Real, Senhor do Morgado da Cumieira (pai do 1.º Conde de Vila Real), e de Luísa Vitória Maciel Torres de Aguiã, Senhora do Morgado de Miranques, em Monção (filha do Desembargador Manuel dos Reis Maciel de Aguiã e de sua mulher Luísa Torres).

## Biografia
Sucedeu a sua mãe em 1802 como Senhor do Morgado de Miranques e a seu pai em 1812 como 8.º Senhor do Morgado de Vilarinho de São Romão, e foi Deputado por Trás-os-Montes e Alto Douro às Cortes Gerais Extraordinárias e Constituintes da Nação Portuguesa de 1820 e, depois, Deputado às Cortes de 1821 por Vila Real e Bragança. Em 1823 recolheu à vida particular, onde se conservou até que, perseguido durante o Governo de D. Miguel I de Portugal pelas suas opiniões Liberais, teve de se homiziar, conseguindo conservar-se escondido durante cinco anos. Restabelecido o Sistema Constitucional, voltou à vida política ativa e foi elevado a Par do Reino em 1834.
Foi Fidalgo Cavaleiro da Casa Real, Conselheiro de Sua Majestade Fidelíssima, Cavaleiro da Ordem de Cristo, Comendador da Real Ordem Militar de Nossa Senhora da Conceição de Vila Viçosa por Decreto de 1 de Dezembro de 1834, Sócio da Academia Real das Ciências de Lisboa e da Sociedade Promotora da Indústria Nacional, Sócio Honorário da Academia Real das Belas-Artes de Lisboa, Sócio da Sociedade Farmacêutica Lusitana, Presidente Honorário do Instituto de África, Administrador da Casa da Moeda, Prefeito de Trás-os-Montes e Alto Douro e da Estremadura durante o período em que o País foi dividido em Prefeituras, e importante Agricultor e Economista, Inspetor das Águas Livres e das Fábricas Anexas de Faianças e Sedas, Provedor do Papel Selado, etc.
O título de 1.º Visconde de Vilarinho de São Romão foi-lhe concedido, em sua vida, por Decreto de 17 de Setembro de 1835 de D. Maria II de Portugal. Armas: Girão; timbre: Girão; coroa de Visconde.

### Obras publicadas
Publicou:
- Tratado Teórico e Prático da Agricultura das Vinhas, da Extracção do Mosto, Bondade e Conservação dos Vinhos, e da Destilação das Águas Ardentes, Lisboa, 1822;
- Análise do Manifesto que o Príncipe Real Fez às Nações da Europa, Lisboa, 1822;
- Tradução Livre ou Imitação da Sátira de Boileau, Denominada a Sátira do Homem, Lisboa, 1827;
- Memória sobre os Pesos e Medidas de Portugal, sua Origem, Antiguidade, Denominação e Mudanças que Têm Sofrido até aos Nossos Dias assim como a Reforma que Devem Ter, Acompanhada de Várias Tabelas de Reducção e Comparação de Todas as Medidas e Pesos do Mundo Conhecido Antigos e Modernos, com os Actuais de Lisboa Lisboa, 1833;
- Memória Histórica e Analítica sobre a Companhia dos Vinhos Denominada da Agricultura das Vinhas do Alto Douro, Lisboa, 1833;
- Tradução Livre ou Imitação do Lutrin ou Estante do Coro, Poema de Mr. de Boileau', Lisboa, 1834;
- Histórias de Meninos, para Quem não For Criança, Escritas por Um Homiziado que, Sofreu o Martírio de Estar Escondido Cinco Anos e Dois Meses, Lisboa, 1834, sem nome do autor reimpresso em 1835;
- Memórias sobre a Economia do Combustível por Meio de Vários, Melhoramentos que se Devem Fazer nos Lares Ordinários, Fornalhas, Fornos e Fogões, Lisboa, 1834;
- Economia Rural e Doméstica ou Ensaio sobre o Gado Lanígero, sobre o Método de os Criar, Apascentar, Preservar das Doenças que Lhes São Próprias e Curar-lhas quando as Tiverem, e Maneira de Tratar os Animais Domésticos de Todas as Qualidades, Particularmente os Cavalos, com Avisos mui Importantes aos Lavradores, Lisboa, 1835;
- Reflexões Críticas sobre os Projectos e Argumentos que se Têm Feito contra as Prefeituras, Lisboa, 1835;
- Arte do Cozinheiro e do Copeiro, Compilada dos Melhores que sobre isto Escreveram Modernamente, Dada à Luz por um Amigo dos Progressos da Civilização, Lisboa, 1841, reeditado em Lisboa, em 1845, com ligeira alteração no título;
- Reflexões Críticas e Artísticas sobre a Edificação do Novo Teatro Português, Denominado Teatro da Glória, Lisboa, 1842;
- Tratado Teórico e Prático sobre a Maneira de Construir Fogões de Sala Económicos e Salubres, Lisboa, 1843;
- Manual Prático da Cultura das Batatas e do seu Uso na Economia Doméstica, Publicado pela Academia Real das Ciências, Lisboa, 1845;
- Memórias sobre a Epioenonia ou Moléstia Geral das Vinhas, Lisboa, 1857;
- Publicou muitos artigos na Revista Universal Lisbonense nos Anais da Sociedade Promotora da Indústria Nacional e noutras revistas e jornais.

## Casamento e descendência
Casou a 11 de Maio de 1808 com sua prima Margarina Libânia de Sousa Teixeira Girão (23 de Fevereiro de 1790 - ?), filha de António Caetano de Sousa e Faria de Mansilha, Senhor da Casa do Outeiro, em Oliveira do Douro, e da Casa de Temendes, em Oliveira do Marão, e de sua mulher Maria de Lacerda Teixeira Lobo Girão, sem geração. Sucedeu-lhe o seu sobrinho materno e primo em segundo grau Álvaro Ferreira Teixeira Carneiro de Vasconcelos Girão, 2.º Visconde de Vilarinho de São Romão.